# Josefin Taljegård
Sara Josefin Taljegård, född 26 augusti 1995 i Stensjöns församling i Mölndal, är en svensk konståkare. Hon vann Coupe de Printemps 2019 och deltog även i damernas singelåkning vid världsmästerskapen 2021. I den obligatoriska åkningen (det korta programmet) på Världsmästerskapet satte hon personligt rekord med 61,58 poäng och hamnade på en femtonde plats. Därmed kvalificerade hon sig för deltagande i VM:s friåkningsprogram där hon satte ett nytt svenskt rekord med 178,10 poäng och åkte därmed in på en andra plats i VM-tävlingen. Efter avslutat VM-21 blev den slutliga placeringen i den totala tävlingen en 15:e plats. Hon tävlar nationellt för Västra Frölunda KK.
Taljegård började åka skridskor som treåring, entusiasmerad av sina två äldre systrar. Hon togs ut till svenska landslaget som junior år 2009 och som senior år 2018.